# Оберн (Нью-Гэмпшир)
Оберн (англ. Auburn) — город в округе Рокингхем, штат Нью-Гэмпшир, США. Население на 2020 год составляло 5946 человек по сравнению с 4953 людьми на момент переписи 2010 года.

## История
Первоначально территория Оберна была заселёна индейцами. Это было рыбацкое поселение, которое коренные американцы называли «Массабесик» (современное название самого большого озера города — англ. Lake Massabesic). 
Английские поселенцы прибыли в этот район в 1720 году и заключили мир с туземцами до начала войны между французами и индейцами, во время которой Массабесское поселение было разрушено, а близлежащий город Честер заявил права на эти земли. Он был известен как «Честер Вудс», «Честер Уэст Пэриш», «Длинный луг», и затем Оберн.
Оберн стал независимым городом 25 июня 1845 года с населением 1200 человек.
Оберн обслуживался железной дорогой Конкорда и Портсмута (англ. Boston and Maine Railroad), которая позже стала Портсмутским отделением железной дороги Бостона и Мэна. 
В Оберне когда-то было небольшое пассажирское депо, но к середине 1900-х годов большая часть железнодорожных перевозок была транзитной, так как в городе было мало промышленных предприятий. Последние грузовые поезда прошли в начале 1980-хгодов. Дорога была заброшена в 1982 году и впоследствии разрушена в период с 1983 по 1985 год.

## География
По данным Бюро переписи населения США , город имеет общую площадь 74,6 км, из которых 25,4 квадратных миль (65,7 км 2 ) приходится на сушу и 3,5 квадратных миль (9,0 км 2 ), или 12,01%, являются водой.  Озеро Массабесик , расположенное в западной части Оберна и восточной части Манчестера, является крупнейшим водоемом в Оберне и служит общественным водоснабжением Манчестерах. Озеро питается многочисленными притоками, наиболее известным из которых является Сакер-Брук, который впадает в северо-восточную оконечность озера недалеко от центра города Оберн и сам истощает несколько озер, в том числе пруд Тауэр-Хилл, пруд Кларк и озеро Литтл-Массабесик. Ручей Кохас протекает через восточную часть Оберна и в конечном итоге (в Манчестере) принимает сток озера Массабесик, а затем течет на запад к реке Мерримак. Оберн находится полностью в водоразделе реки Мерримак. Три холма, все с видом на озеро Массабесик, потенциально могут претендовать на звание самой высокой точки Оберна: гора Минер на высоте 582 фута (177 м) над уровнем моря , расположенная к северу от озера, холм Майн-Хилл (англ. 
Mine Hill (New Hampshire)), более 580 футов (180 м) над восточным берегом, гора Мизери.

## Демография
По данным 2000 года в городе проживало 4682 человек.  Плотность населения составляла 185,7 человека на квадратную милю (71,7 человека на квадратный километр ) . Было 1622 единицы жилья со средней плотностью 64,3 на квадратную милю (24,8/км 2 ). Расовый состав населения: 98,29 % белых , 0,21 % афроамериканцев , 0,23 % коренных американцев , 0,41 % азиатов , 0,23 % представителей других рас и 0,62 % представителей двух или более рас. Латиноамериканцы (или испаноязычные или португалоязычные любой расы) составляли 0,94% населения.